# Charu Majumdar
Charu Majumdar, född 1918 i Siliguri, död 1972, var en indisk maoistisk revolutionär. 
1946 anslöt sig Charu till Tebhagarörelsen, och i mitten av 1960-talet organiserade han tillsammans med Kanu Sanyal en vänsterfraktion inom CPI(M) i norra Västbengalen. Det var detta fraktionsbildande och organiserande som 1967 ledde till att  Naxalbariupproret bröt ut. Efter upprorets start gick Majumdar och Sanyal vidare genom att helt bryta med CPI (M) och istället bilda All India Coordination Committee of Communist Revolutionaries (AICCCR). Genom denna grupp bildades sedan Communist Party of India (Marxist-Leninist) 1969, med Majumdar som partisekreterare.
Majumdar, som fängslades första gången 1962 och andra gången 16 juli 1972, dog när han befann sig omhändertagen av polis 28 juli 1972. Enligt anhängarna avled Majumdar i sviterna efter tortyr.